# Superbad
Superbad ist eine Filmkomödie aus dem Jahr 2007 von Greg Mottola. Das Drehbuch schrieben Seth Rogen und Evan Goldberg. In den Hauptrollen sind Jonah Hill, Michael Cera und Christopher Mintz-Plasse zu sehen.

## Handlung
Im Mittelpunkt der Handlung stehen die beiden Highschool-Außenseiter Seth und Evan. Der übergewichtige Seth und der schüchterne Evan sind seit Jahren befreundet, werden jedoch bald an verschiedenen Colleges studieren müssen, da nur Evan die Aufnahmeprüfung für das angesehene Dartmouth geschafft hat. Durch einen glücklichen Zufall wird Seth von seinem Schwarm Jules zu einer Party eingeladen, für die er Alkohol besorgen soll. Die beiden minderjährigen Freunde wenden sich daher an ihren gleichaltrigen Bekannten Fogell. Der linkische Brillenträger hat sich gerade einen nicht besonders geschickt gefälschten Führerschein besorgt, welcher ihn als angeblich 25-Jährigen namens McLovin aus dem fernen Bundesstaat Hawaii ausweist, ein Vorname ist auf dem Führerschein nicht vorhanden.
Fogells Ausweis wird beim Alkoholkauf von der Verkäuferin akzeptiert, doch Sekunden später wird das Geschäft von einem Unbekannten überfallen. Fogell wird deshalb von den Polizisten Slater und Michaels vernommen, die ihm scheinbar ebenfalls seine falsche Identität abnehmen. Die beiden nehmen Fogell im Polizeiauto mit und freunden sich mit ihm an. Fogell darf die Polizisten zu einem Einsatz in einer Bar begleiten und Alkohol mit ihnen trinken.
Seth und Evan versuchen währenddessen, auch ohne Fogell an Alkohol zu kommen. Nachdem Seth angefahren worden ist, lassen sich die beiden Freunde vom Unfallverursacher zu einer Party mitnehmen. Als Seth mit der Freundin des dortigen Gastgebers tanzt, erweist sich dieser als gewalttätig. Seth und Evan können trotz einiger Schwierigkeiten mit Kanistern voller Bier, die vorher mit Waschmittel befüllt waren, entkommen. Unterwegs wird Seth erneut angefahren, diesmal von den mittlerweile angetrunkenen Michaels und Slater. Die beiden Polizisten versuchen, Seth und Evan die Schuld dafür anzuhängen, doch die Freunde können samt Fogell und dem Alkohol flüchten.
Endlich auf Jules’ Party angekommen, machen die drei aufgrund des mitgebrachten Alkohols großen Eindruck und versuchen jeweils Mädchen näherzukommen. Evan geht mit seinem Schwarm Becca in ein Schlafzimmer. Nach kurzer Zeit fühlt er sich allerdings nicht wohl dabei und geht auf ihre sexuellen Avancen nicht weiter ein, da Becca volltrunken und nicht mehr Herrin ihrer Sinne ist. Währenddessen versucht Seth, Jules zu küssen, doch verweigert sie sich ihm, da er betrunken ist. Dann zeigt das Kanistergemisch aus Alkohol und Restwaschmittel seine Wirkung: Seth kippt um und verpasst Jules dabei versehentlich eine heftige Kopfnuss.
Slater und Michaels erscheinen auf der Bildfläche und erklären die Party für beendet, woraufhin Evan und Seth wieder flüchten müssen. Die Polizisten erwischen Fogell im Bett mit einem Mädchen. Sie offenbaren ihm, dass ihnen von Anfang an klar gewesen sei, dass Fogell minderjährig ist, sie ihm aber zeigen wollten, dass auch Polizisten Spaß verstünden. Als Wiedergutmachung für sein verpasstes sexuelles Erlebnis führen sie Fogell vor den Augen der übrigen Partygäste wie einen Schwerverbrecher ab, um seine Popularität zu erhöhen. Anschließend zerstören die drei den mittlerweile ramponierten Streifenwagen.
Seth und Evan verbringen die Nacht im Haus von Evans Eltern, wo sie sich aussprechen und die im Verlauf der chaotischen Ereignisse zwischen ihnen aufgekommenen Unstimmigkeiten ausräumen. Am folgenden Tag treffen sie in einem Einkaufszentrum auf Jules und Becca. Die Wege der beiden Freunde trennen sich schließlich, als Evan mit Becca und Seth mit Jules, die nach dem nächtlichen Kopfstoß eine deutlich sichtbare Augenprellung aufweist, zu unterschiedlichen Besorgungen im Einkaufszentrum aufbrechen und die beiden Jungs sich noch einen letzten Blick zuwerfen.

## Produktion
Die Autoren Seth Rogen und Evan Goldberg begannen mit dem Schreiben des Drehbuchs, als sie 13 Jahre alt waren und hatten mit 15 einen fertigen Entwurf. Der Film soll eine Hommage an ihre Schulzeit sein, weshalb die beiden Hauptcharaktere im Film auch die Vornamen der Drehbuchautoren tragen. Auf Basis dieses Drehbuchs wurde der Film in Los Angeles, in Culver City, in El Segundo und in Glendale (Kalifornien) gedreht. Die Produktionskosten betrugen schätzungsweise 20 Millionen US-Dollar, der Film spielte in den USA bis zum 9. September 2007 ca. 103,2 Millionen US-Dollar ein. Der Film hatte seinen Kinostart in den USA und in Kanada am 17. August 2007 und startete in den deutschen Kinos am 2. Oktober 2007.
Obwohl die Drehbuchautoren Rogen und Goldberg beide 1982 geboren wurden und die Handlung des Films in der Gegenwart angesiedelt ist, enthält er diverse Anspielungen auf Zeiterscheinungen der 1970er-Jahre. So startet der Film mit dem Columbia-Pictures-Logo aus den 1970er Jahren anstelle des zur Produktionszeit aktuellen Firmenlogos. Seth trägt zu Beginn des Films ein T-Shirt mit dem Abbild von Richard Pryor, der ab den 1970er Jahren in der Öffentlichkeit stand. Die von Lyle Workman komponierte Filmmusik ist stark vom Funk der 1960er und 1970er Jahre beeinflusst. Eingespielt wurde sie von Legenden des Genres wie Bootsy Collins, Phelps Collins, und Bernie Worrell.

## Synchronisation
Der Film wurde bei der Hermes Synchron in Potsdam vertont. Markus Engelhardt schrieb das Dialogbuch, Dietmar Wunder führte die Dialogregie.
| Rolle            | Schauspieler             | Synchronsprecher   |
| ---------------- | ------------------------ | ------------------ |
| Seth             | Jonah Hill               | Tobias Müller      |
| Evan             | Michael Cera             | Nicolás Artajo     |
| Fogell/McLovin   | Christopher Mintz-Plasse | Fabian Hollwitz    |
| Officer Slater   | Bill Hader               | Uwe Büschken       |
| Officer Michaels | Seth Rogen               | Tobias Kluckert    |
| Becca            | Martha MacIsaac          | Manja Doering      |
| Jules            | Emma Stone               | Anja Stadlober     |
| Francis          | Joe Lo Truglio           | Dietmar Wunder     |
| Mark             | Kevin Corrigan           | Nicolas Böll       |
| Greg             | Dave Franco              | Julius Jellinek    |
| Benji Austin     | David Krumholtz          | Karlo Hackenberger |
| Mindy            | Erica Vittina Philips    | Victoria Sturm     |
| Nicole           | Aviva Farber             | Esra Vural         |
| James Masselin   | Martin Starr             | Thomas Schmuckert  |
| Gabby            | Marcella Lentz-Pope      | Maria Koschny      |
| Evans Mutter     | Stacy Edwards            | Christin Marquitan |
| Alte Dame        | Donna Hardy              | Luise Lunow        |
| Jesse            | Scott Gerbacia           | Björn Schalla      |

## Soundtrack
| Nr. | Titel                                 | Interpret                           |
| --- | ------------------------------------- | ----------------------------------- |
| 1.  | Super What?                           | Lyle Workman                        |
| 2.  | Too Hot To Stop                       | The Bar-Kays                        |
| 3.  | Seth Pulls Into Lot                   | Lyle Workman                        |
| 4.  | Cops See Fogell's ID/ Seth Saves Evan | Lyle Workman                        |
| 5.  | Do Me                                 | Jean Knight                         |
| 6.  | Flashback Party Weekend               | Lyle Workman                        |
| 7.  | P.S. I Love You                       | Curtis Mayfield                     |
| 8.  | Evan Runs                             | Lyle Workman                        |
| 9.  | Sleeping Bags                         | Lyle Workman                        |
| 10. | Like A Pimp                           | Lyle Workman                        |
| 11. | Here I Come                           | The Roots feat. Malik B. & Dice Raw |
| 12. | Seth Runs On Track                    | Lyle Workman                        |
| 13. | Bustin' Out (On Funk)                 | Rick James                          |
| 14. | Evan's Basement Jam                   | Lyle Workman                        |
| 15. | Roda                                  | Sérgio Mendes & Brasil 66           |
| 16. | Goldslick/Seth Fantasy                | Lyle Workman                        |
| 17. | Soul Finger                           | The Bar-Kays                        |
| 18. | Funk McLovin                          | Lyle Workman                        |

## Kritiken
Auf Rotten Tomatoes erhielt Superbad bei angeblich über 250.000 Nutzerrezensionen zu 87 % positive Bewertungen. 208 Bewertungen von beruflichen Filmkritikern waren im Durchschnitt zu 88 % positiv.
James Berardinelli schrieb auf ReelViews, der Film sei eine Annäherung an das, was Quentin Tarantino und John Hughes gemeinsam schaffen würden, würden sie eine Teenagerkomödie drehen. Für den Film gebe es – wie für Borat – keine „heiligen Kühe“. Der Film sei häufig amüsant und gelegentlich „zum Brüllen“.
Carina Chocano schrieb in der Los Angeles Times vom 17. August 2007, die Drehbuchautoren hätten echte Erfahrungen aus der Jugend verarbeitet. Der Film sei kein Teenagerfilm, sondern ein Film über junge Menschen. Chocano schrieb, dass er für einen „wahnsinnig schmutzigen“ Film „superniedlich“ sei – und betonte, dass man es nicht abwertend verstehen sollte. Die Komödien des Regisseurs Greg Mottola bauten eher auf ihren Charakteren als auf Situationen auf; Mottola habe eine „beglückende Gabe“ zum Darstellen der Dynamik von Beziehungen unter Stress.
Frank Schirrmacher meinte, Superbad „zeigt die erste Internetgeneration, die in ihrer eigenen Sprache spricht und darin ihr Bild von Frauen respektive Männern ausdrückt. Diese Sprache ist beängstigend roh, sie kommt aus den Bildern und handelt von den Praktiken, die diese Protagonisten in irgendwelchen Nischen des Internets gesehen haben. Bilder, die jeder, der sie einmal gesehen hat, nie wieder vergessen kann, es sei denn um den Preis vollständiger Abstumpfung.“

## Auszeichnungen
Der Film wurde im Jahr 2007 als Bester Sommerfilm – Komödie/Musical für den Teen Choice Award nominiert.